# Castello di Rota
Rota, anche noto come Castello di Rota per la sua struttura difensiva originaria, di cui conserva parte di una torre, è un borgo rinascimentale di origine medievale ma la cui occupazione stabile risale già all'età del bronzo. È oggi una frazione del comune di Tolfa, in provincia di Roma. 

## Storia
Fu feudo della Chiesa e di importanti famiglie romane. Ne furono signori gli Anguillara (XIII secolo), gli Orsini, i Santacroce (che gli diedero l'aspetto attuale) e marchesi (dopo l'erezione a tale dignità da parte di Clemente IX nel 1668) i Baldinotti, i Grillo e i Lepri (XVIII secolo). 

La torre risale al XIII secolo mentre il palazzo baronale venne eretto tra il XV e il XVI secolo dalla famiglia Santacroce. Alcuni interventi architettonici sono opera presunta di Martino Longhi il Vecchio e di Troiano Schiratti. A partire dal 1668 il marchese Cesare Baldinotti donò un nuovo aspetto al palazzo coinvolgendo probabilmente l'architetto che già aveva lavorato nella sua residenza romana: Giovanni Antonio De Rossi. La struttura venne ampliata, innalzata di un piano e si realizzò l'attuale facciata. Cesare Baldinotti commissionò anche la decorazione pittorica delle stanze e della cappella del piano nobile. Gli artisti che lavorarono nelle sale in questione, dipingendo sulle volte scene tratte dall'Antico Testamento, probabilmente furono Ludovico e Giacinto Gimignani, entrambi già in contatto con il committente. La decorazione della cappella venne realizzata da Giuseppe Passeri. 

Il borgo è stato progettato seguendo i canoni rinascimentali della città ideale come in altri paesi del Lazio nei quali ha operato Antonio da Sangallo il Giovane. La chiesa, eretta a partire dal XVI secolo forse su preesistenti resti, è anch'essa stata affrescata nello stesso periodo del palazzo ed è dedicata a San Girolamo, protettore di Rota e presenta delle linee tipicamente barocche con alcune soluzioni originali. Un arco etrusco fa da cornice al vecchio ingresso del paese, distrutto in parte dai soldati di Napoleone I in rappresaglia all'insurrezione antifrancese di Tolfa.
Il vescovo della diocesi di Nepi e Sutri usava compiere ogni cinque anni una "sacra visita" al paese.
Il centro si trova lungo uno dei rami della via Braccianese Claudia, alla confluenza dei fiumi Verginese e Lenta nel fiume Mignone, in cima ad un blocco tufaceo alla quota di 195 metri s.l.m.
Attualmente la tenuta di Rota, sempre di proprietà del ramo primogenito della famiglia Lepri e della sua discendenza, come gran parte del territorio dei Monti della Tolfa, è destinata all'allevamento del bestiame bovino e al taglio dei boschi cedui.

## Cinema
Il Borgo di Rota è molto presente nel cinema italiano .
Tra i vari film nei quali è visibile ci sono Il sorpasso, Meo Patacca, Mio padre monsignore, C'era una volta, I due toreri, L'arcano incantatore, Non ci resta che piangere , numerosi decamerotici e le serie tv Elisa di Rivombrosa e I Medici .